# Вакцинація проти COVID-19 у Беніні
Вакцинація проти COVID-19 у Беніні — це кампанія масової імунізації населення Беніну проти COVID-19 під час пандемії коронавірусної хвороби. Вакцинальна кампанія в країні офіційно стартувала 29 березня 2021 року в Палаці конгресів у Котону під головуванням міністра охорони здоров'я Беніну Бенжамена Хункпатіна, який того ж дня першим прийняв щеплення вакциною AstraZeneca. Після нього вакцинація була проведена присутнім урядовцям та представникам ООН.

## Історія та передумови
У рамках планування вакцинальної кампанії в Беніні було визначено 78 місць по всій території країни, де можуть пункти проведення щеплень осіб, які відповідають критеріям для цього першого етапу вакцинації.
У понеділок, 29 березня 2021 року, міністр охорони здоров'я Бенджамен Хункпатін першим ввів свою першу дозу вакцини собі та іншим членам уряду, щоб подати населенню приклад для наслідування, і отримав другу дозу вакцини у вівторок, 1 червня 2021 року в цьому ж місці.

### Критерії відбору до першого етапу вакцинації
До групи ризику в країні входили медичний персонал, особи старші 60 років і особи з такими захворюваннями як цукровий діабет, бронхіальна астма, серповидно-клітинна анемія, артеріальна гіпертензія або серцево-судинні захворювання.
У середу, 10 березня 2021 року, Бенін отримав першу партію з 144 тисяч доз вакцини AstraZeneca і 203 тисяч доз вакцини Коронавак. Саме завдяки програмі COVAX, створеній Всесвітньою організацією охорони здоров'я задля найбідніших країн, з'явилась можливість продовжити вакцинацію в той момент, коли спостерігалася зневіра населення, незважаючи на 6338 підтверджених випадків і 81 смертей на той час за офіційною статистикою.
У понеділок, 26 липня 2021 року, уряд Беніну отримав 302400 доз вакцини Johnson & Johnson від уряду США.